# Békésy Miklós
Békésy Miklós (München, 1903. augusztus 3. – Budapest, 1980. november 25.) magyar mezőgazdász, gyógynövény-nemesítő, a mezőgazdasági tudományok doktora, a Nobel-díjas Békésy György testvére.

## Életpályája
A középiskolát Pécsett, felsőfokú tanulmányait a Debreceni Gazdasági Akadémián végezte. 1927-ben mezőgazdasági mérnökként a gyulapusztai uradalomban kezdett el dolgozni, ahol felfigyelt a rozskalászokat fertőző anyarozs gomba évenként változó mértékű fellépésére. Ez a parazita gomba a gyógyszeripar keresett nyersanyaga volt, mert értékes nőgyógyászati (méh-összehúzó hatású) gyógyszer készült belőle. Az anyarozsot szemenként, kézzel gyűjtötték be, ezért igen drága volt. Békésy az anyarozs hozamának fokozása céljából mesterséges fertőzéssel kezdett el kísérletezni.
1933-tól Budapesten élt. 1934-től a Gyógynövénykísérleti Állomás, majd 1937-től a Gyógynövény Kutató Intézet munkatársaként az anyarozs mikrobiológiájának kutatásával foglalkozott. Megoldotta az anyarozs mesterséges fertőzését, megismerte a gomba élettanát, mikrobiológiáját. Eközben a József Nádor Műszaki és Gazdaságtudományi Egyetemen folytatta tanulmányait, ahol 1938-ban mikrobiológiai tárgykörből doktorrá avatták. Az egyetem mezőgazdasági kémiai tanszékén folytatta tovább az anyarozs-alkaloida vizsgálatait. 1946-ban a „Gyógynövények és ipari növények hatóanyagai” című tárgykörből egyetemi magántanári képesítést szerzett.
Ezalatt új analitikai módszereket dolgozott ki. Legjelentősebb volt az ún. „egyszem-analízis”, amely sorozatvizsgálatban tette lehetővé az anyarozs alkaloid tartalmának meghatározását. Ezen módszerrel végzett sok ezer vizsgálat útján bebizonyította, hogy az anyarozsgombának különböző biotípusai vannak, amelyeket ma kemotaxonoknak neveznek. Módszere lehetővé tette olyan anyarozs szelektálását, amelynek hatóanyaga messze felülmúlta az addig ismert anyarozsféleségeket. Kutatásainak eredményeként lehetővé vált az anyarozs alkaloidtartalmának növelése, valamint egyedi alkaloidtartalmú anyarozstörzsek mesterséges előállítása. 
Elévülhetetlen érdemeket szerzett a mesterségesen fertőzött anyarozs termesztés nagyüzemi megvalósításában. Megoldotta a fertőzés gépesítését, az anyarozs szétválasztását a rozstól, az anyarozs begyűjtésének gépesítését, valamint az anyarozs gazdaságos mesterséges termesztését több ezer hektáron.
Életműve értékes mikrobiológiai felismerései mellett jelentős gazdasági hasznot is eredményezett. Kutatási eredményeiről számos, hazai és külföldi szakfolyóiratokban megjelent közleményben és több monográfiában adott számot. A Magyar Tudományos Akadémia a tudományok doktora fokozat odaítélésével ismerte el tudományos munkásságát. 1954-ben „az anyarozs mesterséges termesztésének megoldásáért” Kossuth-díj kitüntetésben részesült.

## Főbb művei
- Anyarozstermesztési tanulmányok (Doktori értekezés). Kísérletügyi Közlemények, 41. 1938.
- Kolorimetrikus és a német gyógyszerkönyv szerint végzett anyarozsalkaloida meghatározásáról. Magyar Gyógyszerésztudományi Társaság Értesítője, 1943.
- Magyarországi anyarozsok hatóanyagtartalmának vizsgálatáról. Magyar Gyógyszerésztudományi Társaság Értesítője, 1943.
- Vizsgálatok magyarországi anyarozs féleségek alkaloidáiról. Bp., 1944.
- Kézi anyarozs ojtógép. Magyar Gyógyszerésztudományi Társaság Értesítője, 1947
- Az anyarozstermesztés biológiai és mezőgazdasági problémáiról. [Részletek a doktori értekezéséből] A Magyar Tudományos Akadémia Agrártudományi Osztályának Közleményei, 15 (1959), 4. sz. pp. 419–421.
- Az anyarozs - Claviceps purpurea. Kultúrflóra, 1960. (Társszerző Garay A.)
- Kiegészítés az anyarozshoz. Kultúrflóra, 1962
- Az anyarozs termesztés problémái. Herba Hungarica, 1967
- Az anyarozs betakarításának gépesítése. Herba Hungarica, 1966. Társszerzők: Tréfás L. - Nagy F.